# Phenomenon (альбом)
Phenomenon  — второй студийный альбом южнокорейского хип-хоп бой-бэнда Monsta X на японском языке, выпущенный 21 августа 2019 года

## Выпуск и продвижение
Первым синглом с альбома стал «Livin' It Up», впервые вышедший 1 августа 2018 года вместе с экранизацией в виде клипа. 12 сентября вышла еще одна версия сингла, к нему также добавилась композиция «Black Swan». В 2019 году, 28 марта группа продемонстрировала версию на японском языке сингла, ранее вышедший песни «Shoot Out», 27 марта вышла физическая версия сингла с добавленным треком «Flash Back», а 7 мая японская версия «Alligator», 12 июня физическая версия, к ней добавилась композиция «Swish». Впоследствии, три сингла получили золотую сертификацию RIAJ в Японии. Впервые о выходе альбома было объявлено 18 июня в программе «WE News» на японском канале NTV Sukkiri. Четвертый и последний сингл «X-Phenomenon» был представлен 15 июня, в этот же день был показан клип.

### Варианты изданий
Phenomenon был выпущен в цифровой дистрибуции 21 августа. Физическая версия была выпущена в трёх версиях, обычная, содержащая в себе девять композиций и дополнительный трек «Thriller». Две другие версии являются ограниченными, в версию A также вошёл дополнительный трек «Champagne», а в издание B «Polaroid».

## Содержание
В открывающей композиции альбома «X-Phenomenon» присутствуют элементы гангста-рэпа, а также низкие синтезаторные риффы. Жанром «Livin' It Up» является EDM, в нём также имеются эффекты выстрелов и звона колоколов, в лирике используется связка слов «Fly» и «Day» представляющие собой «Flyday». В следующих композициях «My Beast» и «Flash Back» слышны низкие медные звуки, а сами треки написаны в жанре R&B. «Black Swan» содержит в себе послание: «Примите себя таким, какой вы есть, и двигайтесь вперед». Переведенная на японский язык песня «Alligator» является танцевальным треком, написанным в жанре EDM и хип-хопа, а «Shoot Out» сочетает в себе трэп, рок-припев и фьюче-бейс. «Flash Back» сосредоточен на том, чтобы показать рэп и вокальное мастерство участников группы. Последняя композиция альбома «Carry On» написана в жанре попа, в ней есть монофонические синтезаторные мелодии.

## Реакция

### Коммерческий успех
Альбом был продан тиражом более 56 000 копий в Японии, что позволило ему занять второе место в чарте Billboard Japan и Oricon.

### Реакция критиков
Крис Джиллетт из SCMP считает, что альбом представил звук «отличный от их предыдущего альбома Take.2 We Are Here, с меньшим акцентом на EDM», а также отметила более «агрессивный настрой».

## Список композиций
| №                   | Название                       | Текст песни            | Музыка                                                            | Длительность |
| ------------------- | ------------------------------ | ---------------------- | ----------------------------------------------------------------- | ------------ |
| 1.                  | «X-Phenomenon»                 |                        | Шон Майкл Александр, Фил Шван, Дрю Райан Скотт                    | 2:57         |
| 2.                  | «Livin' It Up»                 |                        | Альбин Нордквист, Томми Клинт                                     | 3:45         |
| 3.                  | «My Beast»                     |                        | Скотт Рассел Стоддарт, Марк Анджелико Томсон, Уоррен Дэвид Мейерс | 3:16         |
| 4.                  | «Alligator (Japanese Version)» | Со Джи-Ым, Чжухон, I.M | Андреас Оберг, Даниэль Ким, Stereo14, Кевин Чардж, Райан Скотт    | 3:13         |
| 5.                  | «Shoot Out»                    | Со Джи-Ым, Чжухон, I.M | TI, Stereo14, Даниэль Ким                                         | 3:28         |
| 6.                  | «Black Swan»                   |                        | Ацуси Симада, Томми Клинт                                         | 3:26         |
| 7.                  | «Flash Back»                   |                        | Альбин Нордквист, Йоши Брин, Питер Сент-Джеймс                    | 3:27         |
| 8.                  | «Swish»                        | ZERO, Galactika        | Йохан Беккер, Андрес Оберг, Робин Падам, Джонатан Гусмарк         | 3:31         |
| 9.                  | «Carry On»                     |                        | Альбин Нордквист, Томми Клинт                                     | 3:39         |
| Общая длительность: | Общая длительность:            | Общая длительность:    | Общая длительность:                                               | 30:42        |

| №   | Название                                                      | Текст песни             | Музыка                       | Длительность |
| --- | ------------------------------------------------------------- | ----------------------- | ---------------------------- | ------------ |
| 10. | «Champagne» (Выпущен в лимитированной CD-физической версии A) | Чжухон, 9F, ZERO        | Чжухон, 9F                   | 3:29         |
| 11. | «Polaroid» (Выпущен в лимитированной CD-физической версии B)  | Вонхо, Brother Su, ZERO | Вонхо, Brother Su, Rich Jang | 3:30         |
| 12. | «Thriller» (Выпущен в обычном CD-издании)                     | Чжухон, 9F, ZERO        | Чжухон, 9F                   | 3:39         |

1. ↑  Вся лирика написана Zero, кроме отмеченных.